# 土星の環

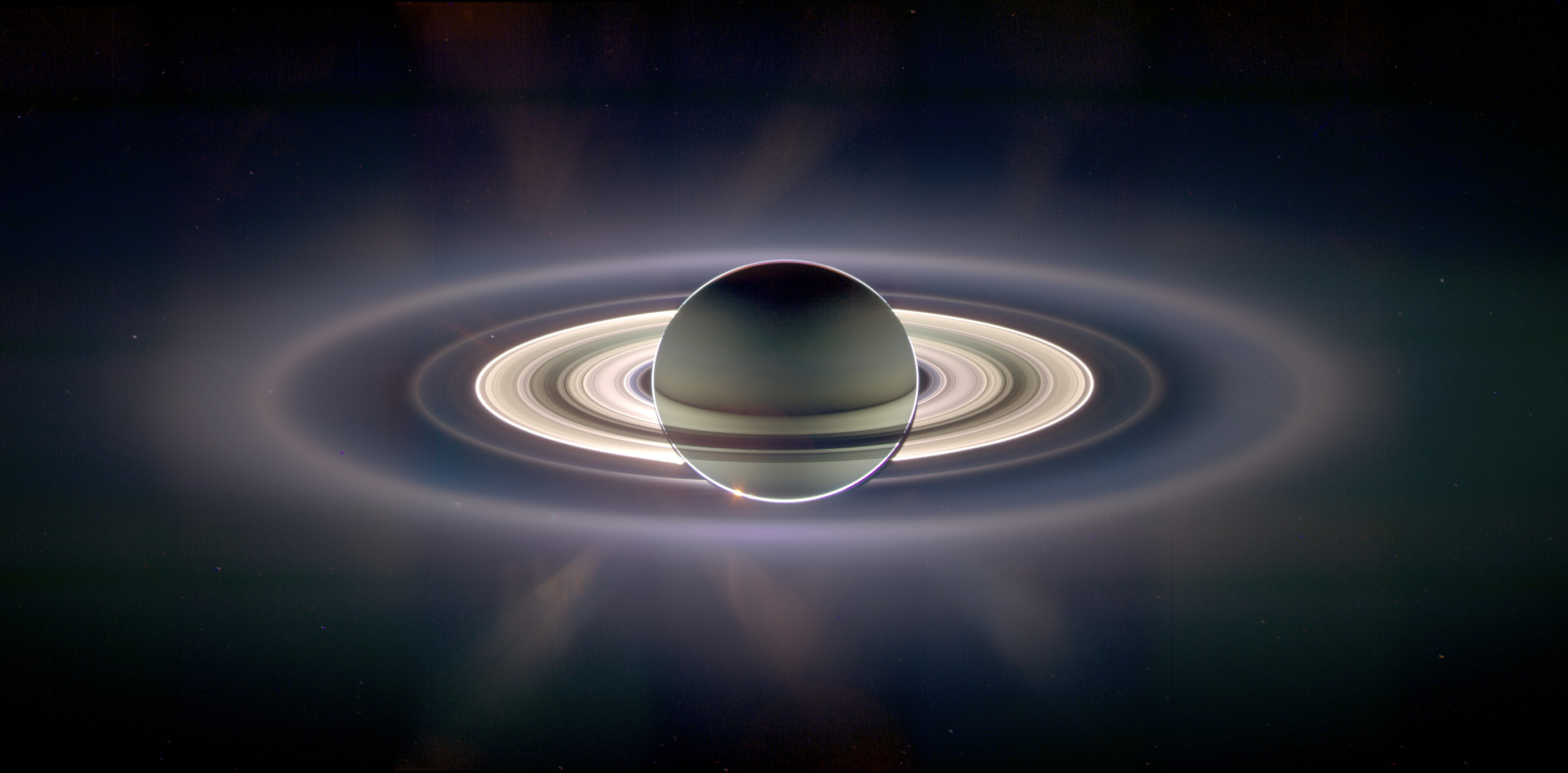
2006年9月15日、土星食の日にカッシーニによって撮影された土星の環の全景（明るさは誇張されている）。メインリングの外側、G環のすぐ内側の10時の方角に「ペイル・ブルー・ドット」（地球）が見える。

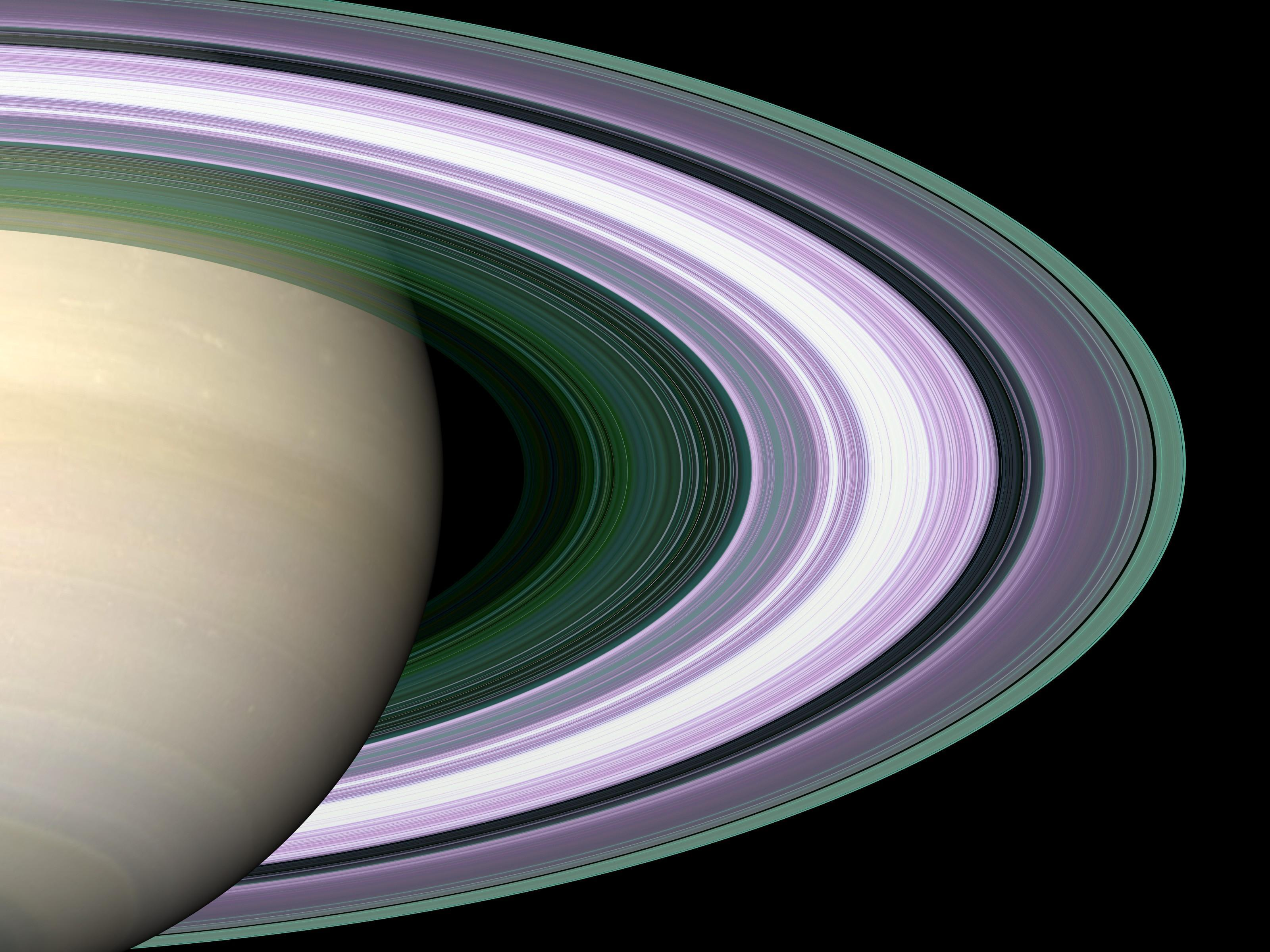
構成する粒子の径に応じて彩色した画像

土星の環（どせいのわ）は、太陽系で最も顕著な惑星の環である。マイクロメートル (μm) 単位からメートル (m) 単位の無数の小さな粒子が集団になり、土星の周りを回っている。環の粒子はそのほぼ全てが「水の氷」で、わずかに塵やその他の物質が混入している。
環からの反射光によって土星の視等級が増すが、地球から裸眼で土星の環を見ることはできない。ガリレオ・ガリレイが最初に望遠鏡を空に向けた翌年の1610年、彼は人類で初めて土星の環を観測したが、ガリレオはそれが何であるかはっきり認識することはなかった。1655年、クリスティアーン・ホイヘンスは初めて、それが土星の周りのディスクであると記述した。ピエール＝シモン・ラプラス以降、多くの人が、土星の環は多数の小さな環の集合であると考えているが、実際には、環と環の間に何もない空隙の数は少ない。実際には、密度や明るさに部分的に極大部や極小部のある同心円の環帯であると考える方が正確である。
土星の環には、粒子の密度が急激に落ちる空隙がある。そのうち2つでは、既知の衛星が運行しており、また他の空隙の多くは土星の衛星と不安定共鳴を起こす場所にある。残りの空隙は、その生成過程が不明である。一方、タイタン環やG環等は、安定共鳴状態によってその安定性が維持されている。
メインリングの外側にはフェーベ環がある。これは、他のリングから27度 (°)傾き、フェーベのように逆行している。
最近の研究では、土星の環は土星に衝突する前に氷の殻を引き裂かれた衛星の残骸であるとする説がある。

## 歴史

### ガリレオの業績

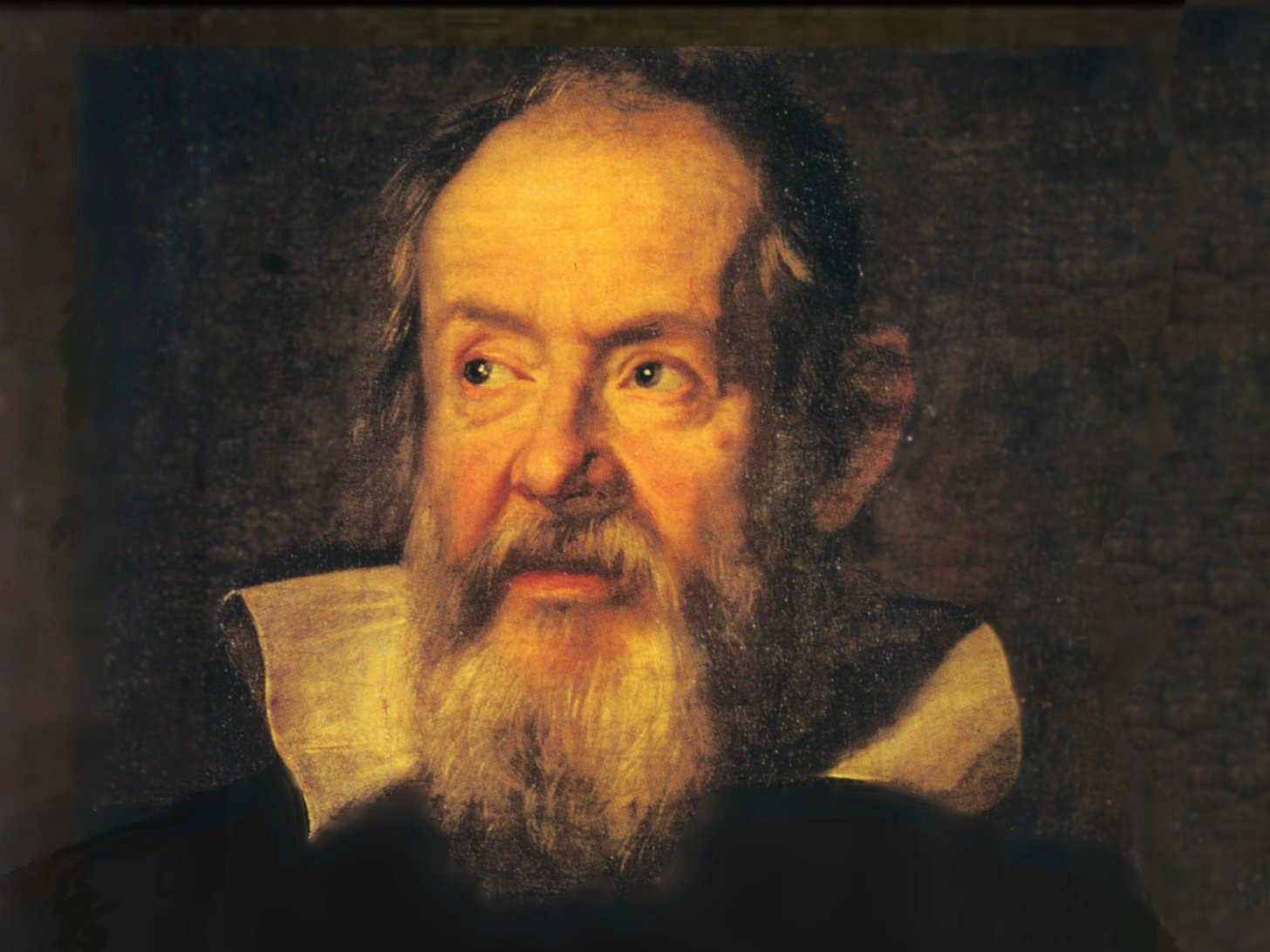
ガリレオ・ガリレイは、1610年に初めて土星の環を観測した。

ガリレオ・ガリレイは、1610年に自作の望遠鏡を用いて初めて土星の環を観測したが、それを環だとは認識できなかった。彼は、トスカーナ大公コジモ2世への手紙の中で、「土星は1つではなく、3つからなっている。それらはお互いにほぼ接触しており、全く動かないし互いに位置を変えない。黄道に平行に直列し、中央の天体（土星本体）は、両横の天体（環の端）の約3倍の大きさである」と記している。また彼は、「土星には"耳"がある」とも記している。1612年、環の面は地球に正面を向け、環は突然消えたように見えた。ガリレオは戸惑い、サートゥルヌスが将来、自分の子に殺されるのを防ぐために、自分の子供を飲み込んだという神話になぞらえて、「土星は子供達を飲み込んだのか？」と表現した。土星の環は1613年に再び出現し、ガリレオをさらに困惑させた。
初期の天文学者は、論文が公表される前、自分の新発見を主張するためにアナグラムを用いた。ガリレオは、自身の発見を主張するため、Altissimum planetam tergeminum observavi（「私は、最も遠い惑星が三重星になっていることを観測した」）と言う意味を表すsmaismrmilmepoetaleumibunenugttauirasというアナグラムを作った。

### 環の理論と観測

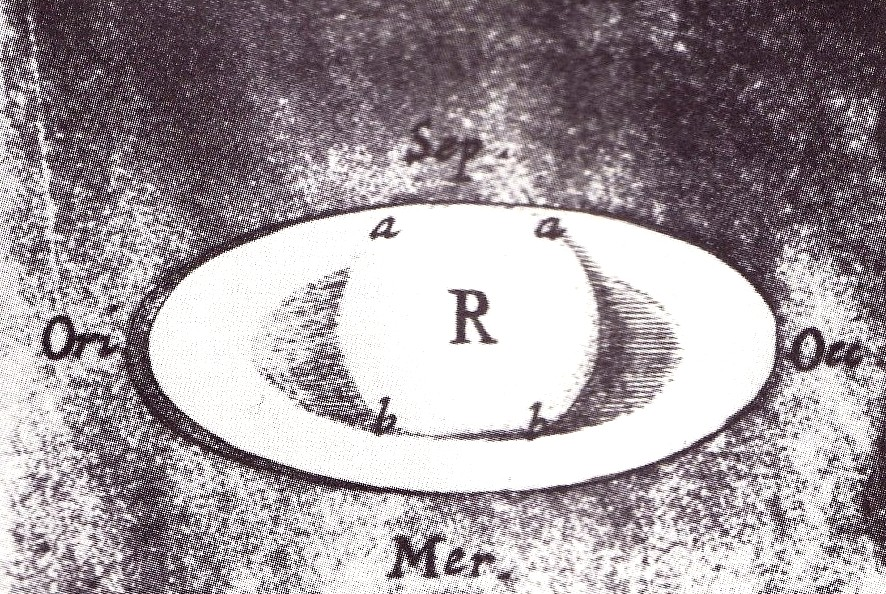
ロバート・フックは、1666年に土星のA環とB環に、土星及び互いの環の影が映る様子をスケッチした。

1655年、クリスティアーン・ホイヘンスは、初めて土星は環に囲まれていることを主張した。彼は、ガリレオよりもずっと高性能の倍率50倍の望遠鏡を自作して土星を観測し、「土星は、薄くて平たい、どこにも接触せず、黄道から傾いた環を持つ」と記述している。ロバート・フックも土星の環の初期の観測者の1人であり、環に落とされた影について記述した。
1675年、ジョヴァンニ・カッシーニは、土星の環は複数の小さな環とその間の空隙から構成されていることを明らかにし、A環とB環の間にある幅4800キロメートル (km)の最大の空隙は後に、カッシーニの間隙と呼ばれるようになった。
1787年、ピエール＝シモン・ラプラスは、土星の環は、非常に多くの立体の小環からできていると提唱した。
1859年、ジェームズ・クラーク・マクスウェルは、環がもし立体であれば不安定ですぐ壊れてしまうため、立体ではありえないということを示した。彼は、環は無数の小さな粒子から構成され、それぞれが独立して土星の周りを公転していると提唱した。マクスウェルの理論は、1895年にアレゲニー天文台のジェームズ・エドワード・キーラーによる環の分光学的観測で正しいことが証明された。
2017年4月26日、「カッシーニ」が人類の探査機として初めて、土星本星と環の間を通過した。
土星の環は、発見された順にアルファベットの名前が付けられている。メインリングは、内側からC環、B環、A環及びB環とA環の間のカッシーニの間隙で構成されている。D環は、最も土星にちかく、暗い。F環は狭く、A環の外側にある。さらにその外側には、非常に薄いG環とE環がある。土星の環には、多くの構造がある。そのいくつかは、土星の衛星による摂動に関係しているが、多くは説明がついていない。

## 物理的性質

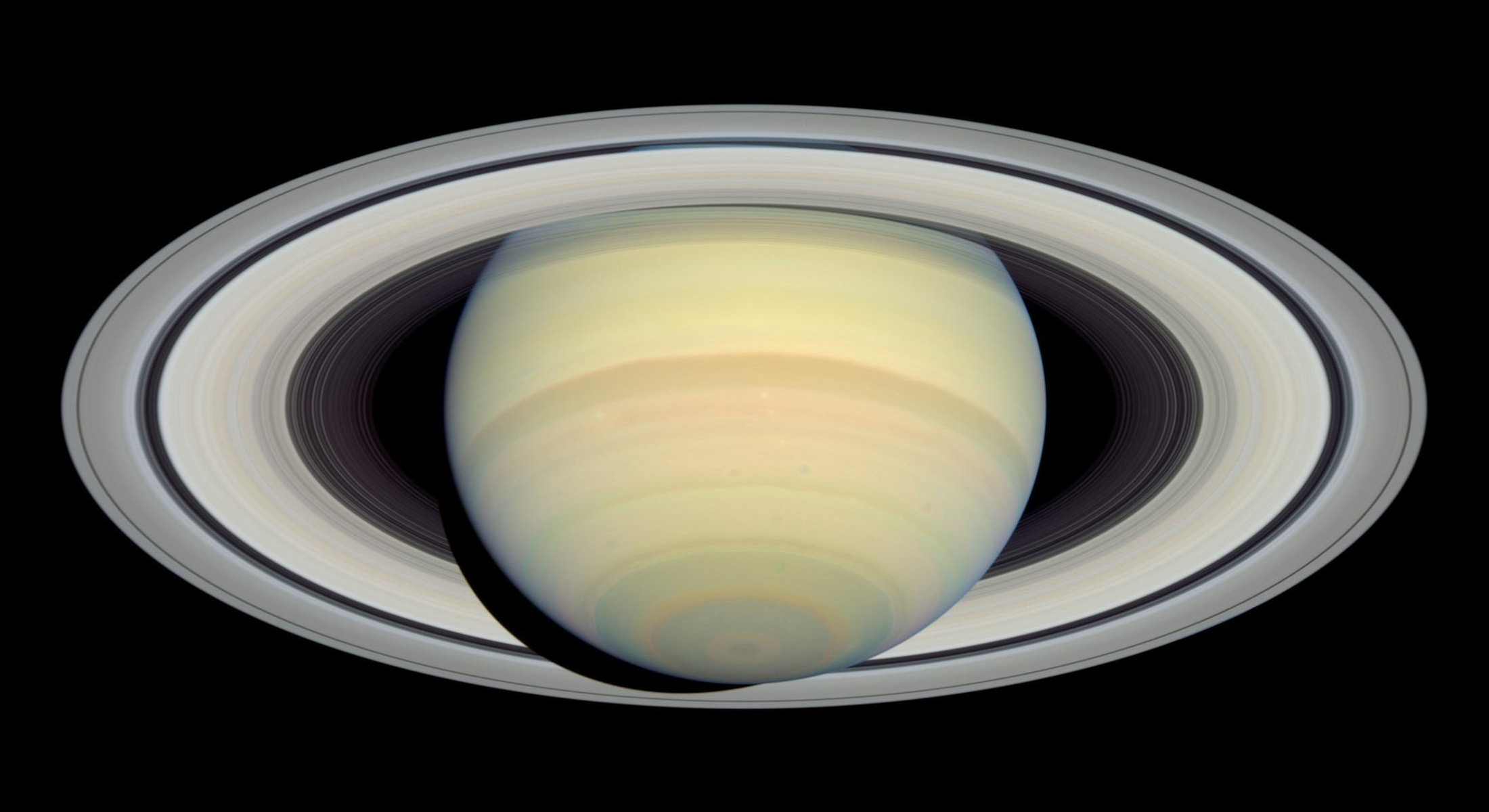
2004年3月22日のハッブル宇宙望遠鏡の掃天観測用高性能カメラによる画像。暗いカッシーニの間隙が、内側のB環と外側のA環を隔てている。若干暗いC環は、B環のすぐ内側にある。

密度の濃いメインリングは、土星の赤道から7000 kmから8万 kmの距離に広がっている。最も薄いところで約10 m、最も厚いところで約1 kmと推定されている。99.9%が純粋な水の氷であり、不純物としてソリンやケイ素を含む。メインリングを構成する粒子の大きさは、主に直径1センチメートル (cm)から10 m程度である。
環の総質量は、約3 x 1019キログラム (kg)と、土星の質量のわずか1億分の5程度であり、ミマスよりも若干小さい。ただし、証明されていないものの、環の凝集によりこの値は過小評価されており、実際の質量はこの3倍程度だという主張もある。
カッシーニの間隙やエンケの間隙のような大きな空隙は地球からでも観測できるが、ボイジャー計画の両探査機は、土星の環は数千の薄い空隙や小環から構成される非常に複雑な構造であることを発見した。この構造は、土星の多くの衛星の引力で生じたと考えられている。いくつかの空隙は、パン等の小衛星の通過によって一掃されてしまい、またいくつかの空隙は、（プロメテウスとパンドラがF環を維持しているのと同様に）小さな羊飼い衛星の重力によって維持されていると考えられている。

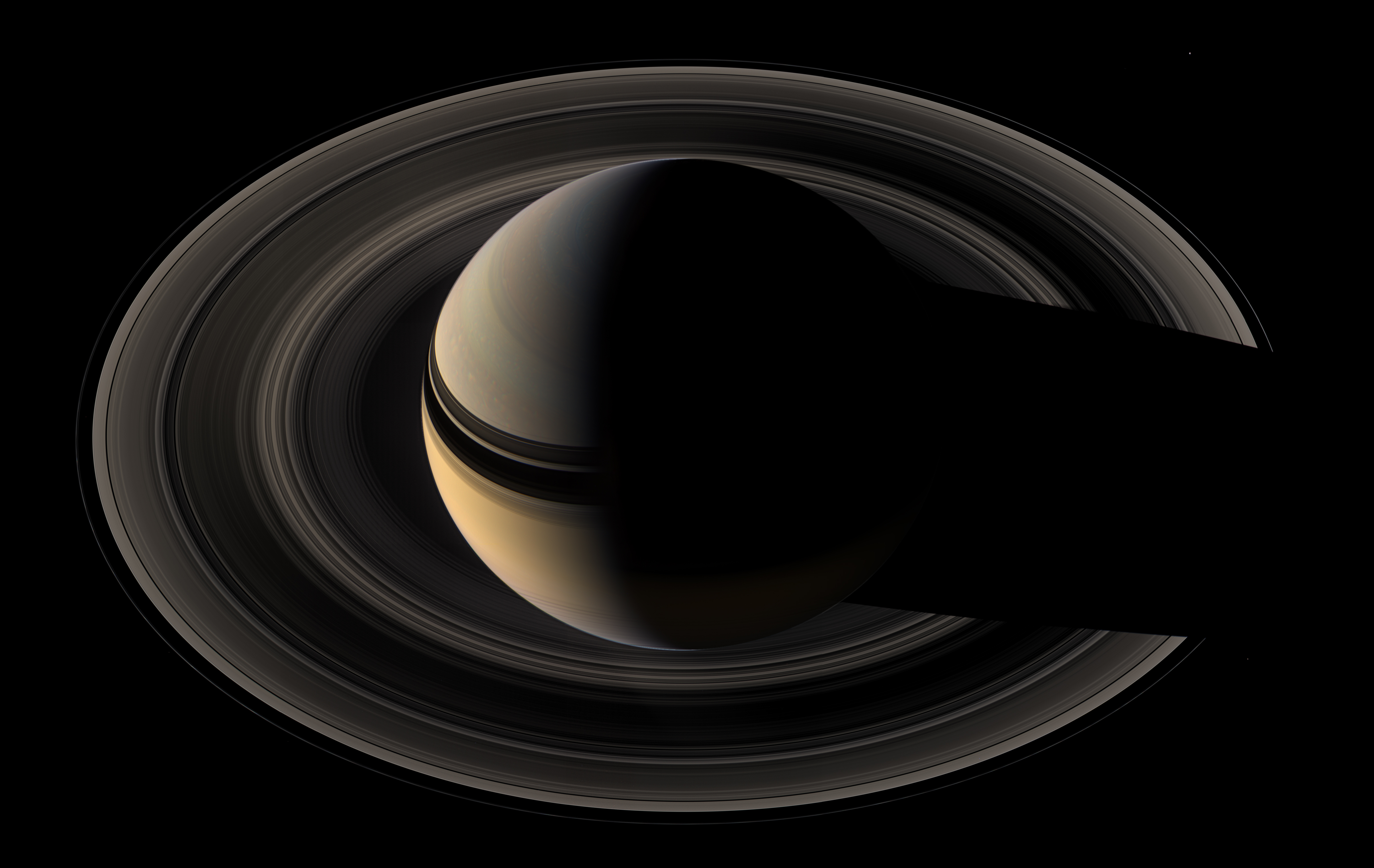
2007年5月9日にカッシーニが撮影した土星の裏側

宇宙探査機カッシーニからのデータは、土星の環は、惑星の大気とは独立した自らの大気を持っていることを示している。この大気は、太陽からの紫外線が環の氷と反応して生じる酸素分子(O2)から構成されている。氷と紫外線の化学反応は、酸素分子以外に水素分子(H2)も生成される。酸素分子と水素分子の大気は非常に希薄で、全ての大気を環に蓄積されると、1原子の厚さとなる。環には、またOH（水酸化物）の大気もある。酸素と同様に、この大気は水分子の分解によって生成するが、その原因は紫外線ではなく、エンケラドゥスからのエネルギーを持ったイオンの放出である。この大気は非常に薄いが、ハッブル宇宙望遠鏡を用いて検出できる。

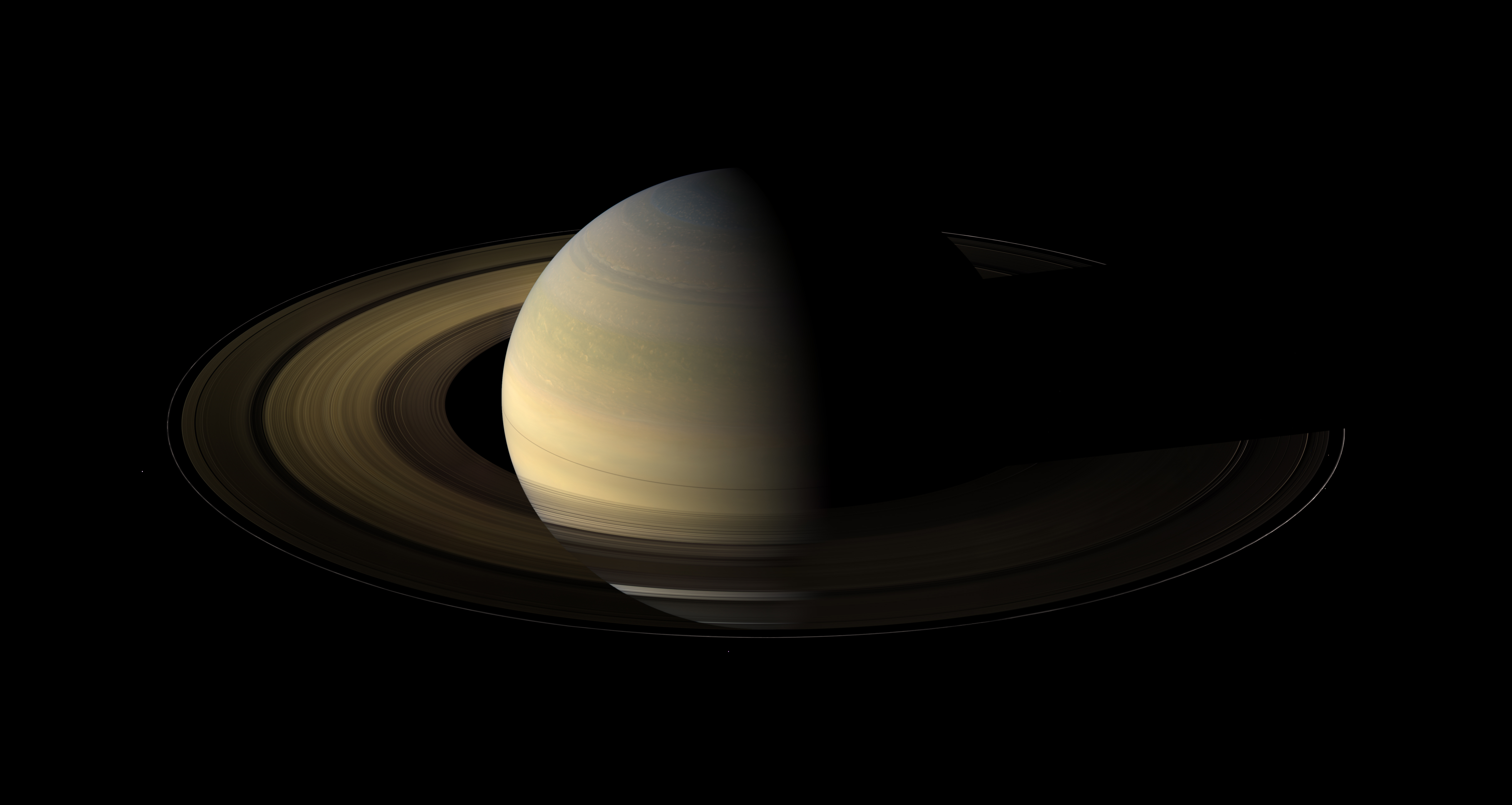
2009年8月12日、土星の分点の日の翌日にカッシーニが撮影した画像。環は太陽の方を向いており、F環のような軌道面からずれた部分以外からの反射光が来ない。

土星の視等級は複雑なパターンで変化する。大きな変動の要因は、環の見かけの変化であり、周回ごとに2サイクルを経る。さらに、この変動に、土星の軌道の偏心による効果も重なる。
1980年、ボイジャー1号は土星でフライバイを行い、F環が3つの狭い環から構成されていることを観測した。現在では、外側の2つの環には、こぶやねじれが存在し、その内側の暗い環とともに編み込まれたような構造をしていることが知られている。

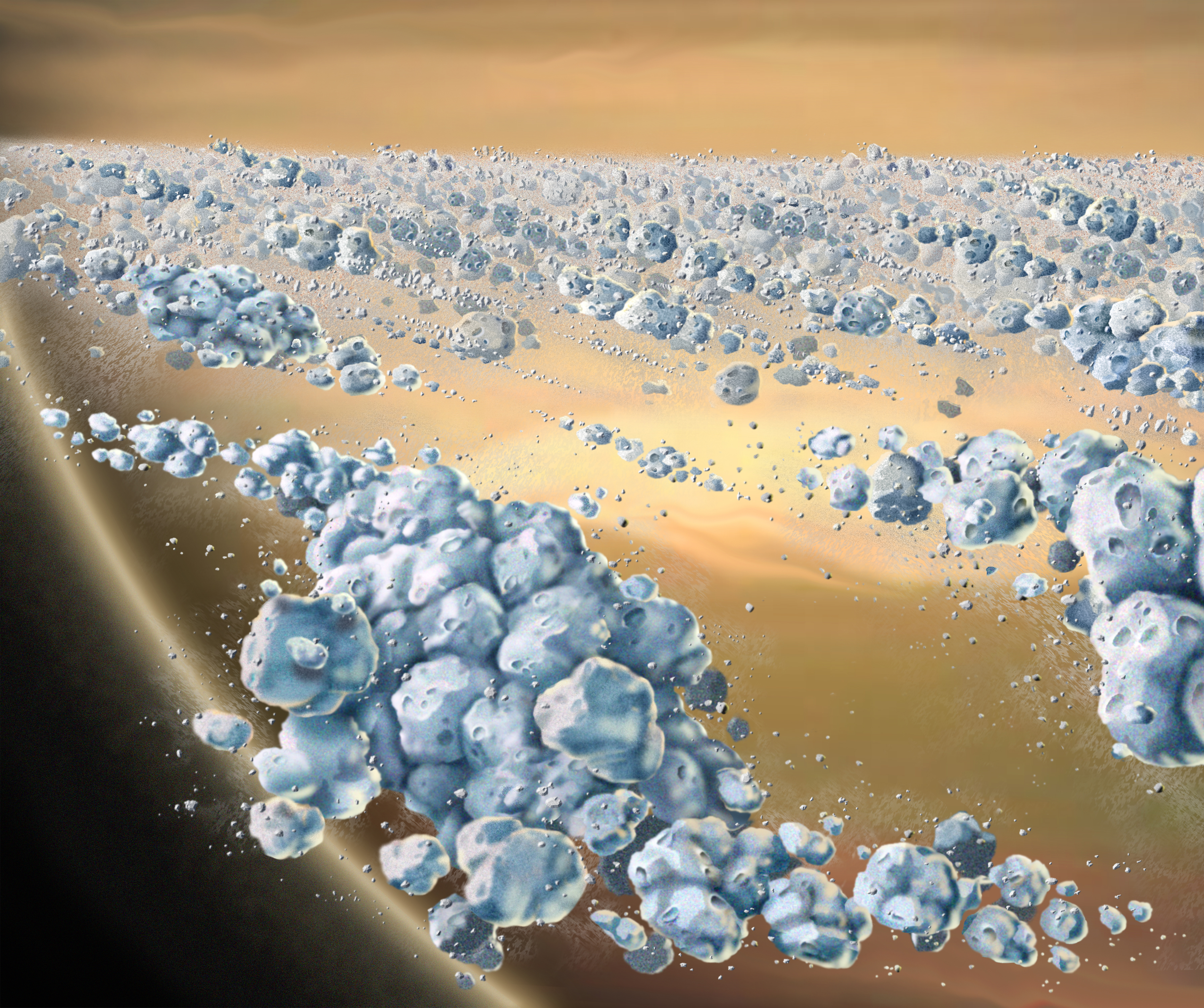
2007年に描かれた想像図。氷の粒子が土星の環の固体部分を形成し、このようなこぶは継続的に生成しては壊れている。最も大きい粒子は、直径数 mである。

2009年8月11日、土星の分点の日にカッシーニが撮影した新しい画像は、いわゆる環の面から、いくつかの場所で環が大きくはみ出している様子を示している。このずれは、キーラーの空隙との境で、この間隙を作り出したダフニスが軌道平面から外れている影響で、最大4.0 kmに達している。

## 形成
土星の環は恐らく非常に古く、土星そのものの形成時にまで遡る。土星の環の起源には、主に2つの説がある。1つ目の説は、19世紀にエドゥアール・ロシュが提唱したもので、土星の環は、かつてはヴェリタス（井戸に隠れたローマ神話の女神）と名付けられた衛星であり、その軌道がロッシュ限界よりも近くなり、潮汐力によって粉々になったとするものである。この説のバリエーションとして、衛星は、巨大な彗星か小惑星が衝突して破壊されたとするものもある。2つ目の説は、土星の環は、土星を形成した物質の残りから形成されたというものである。
しかし、現在では、約40億年前の後期重爆撃期に、ミマスよりも大きい直径400 kmから600 kmの衛星に大規模な衝突が起こり、破壊されてできた塵から形成されたという説が有力となっている。
土星の環の明るさや氷の純粋さは、彗星の塵の落下によって環が暗く不純になることから、環がまだ若く、もしかすると約1億年前にできたのではないかという説の証拠とされたが、研究によると、B環は彗星からの落下物を薄めるのに十分なほど重く、太陽系の生成からの時間程度では、暗くなることはないことが示された。環の物質は、環のこぶとして再回収され、衝突によってかき回される。この過程は、環を構成する物質の見かけの若さを説明し得る。
ラリー・エスポージトの率いるカッシーニのチームは、掩蔽を用いて、F環の中に直径27 mから10 kmの13個の天体を発見した。これらは
半透明であり、直径数 mの氷の塊が一時的に凝集したものであることを示唆している。エスポージトは、粒子が凝集し、しばらくして分裂するこの過程が土星の環の基本構造であると信じている。

## 環の部分構造

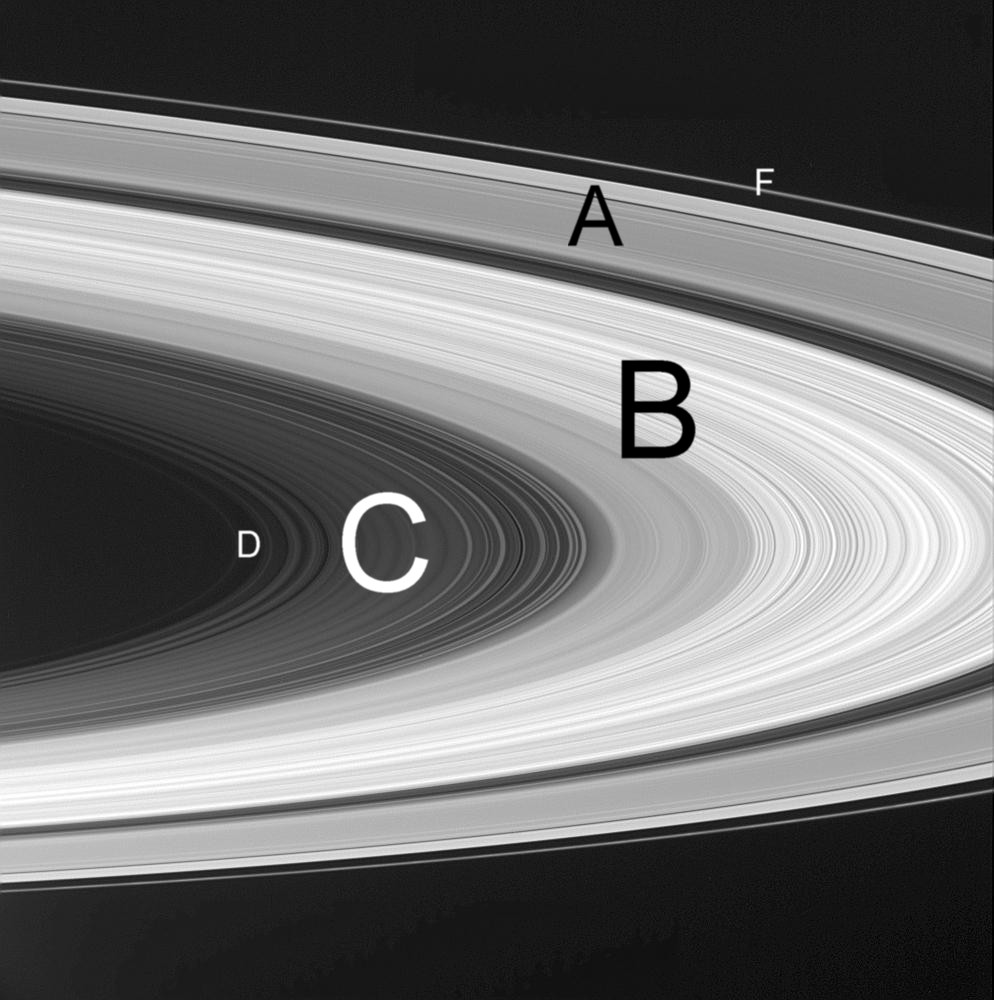
土星の環の表面。主要な環には名前を付している。

最も環の密度が高い部分は、A環及びB環であり、これらはカッシーニの間隙によって隔てられている（1675年にジョヴァンニ・カッシーニによって発見された）。これに沿って1850年に発見されたC環があり、これらでメインリングを形成する。メインリングは希薄な塵のリングと比べて、密度が高く、粒子の大きさも大きい。後者にはD環が含まれ、土星の雲の上端まで達している。G環、E環及びその他の環は、メインリングよりも外側にある。これらの希薄な環は、しばしば1 μm程度の小さな粒子で構成されるが、その化学組成は、メインリングと同様にほぼ純粋な水でできた氷である。狭いF環は、A環のすぐ外側にあり、カテゴライズが難しい。非常に密度の高い部分があるが、非常に多くの塵サイズの粒子を含んでいる。

### データ
備考:

(1)距離は、間隙や環の中央までの値である。

(2)非公式名。

(3)国際天文学連合の示す名前。広い隙間はdivision（間隙）、狭い隙間はgap（空隙）としている。

(4)ほとんどのデータは、Gazetteer of Planetary NomenclatureやNASA factsheet、その他の論文から採られている。

#### 環の主要な構成
| 名前(3)                  | 土星の中心からの距離(km)(4) | 幅 (km)(4) | 名前の由来               |
| ------------------------ | --------------------------- | ---------- | ------------------------ |
| D環                      | 66,900 - 74,510             | 7,500      |                          |
| C環                      | 74,658 - 92,000             | 17,500     |                          |
| B環                      | 92,000 - 117,580            | 25,500     |                          |
| カッシーニの間隙         | 117,580 - 122,170           | 4,700      | ジョヴァンニ・カッシーニ |
| A環                      | 122,170 - 136,775           | 14,600     |                          |
| ロシュの間隙             | 136,775 - 139,380           | 2,600      | エドゥアール・ロシュ     |
| F環                      | 140,180 (1)                 | 30 - 500   |                          |
| ヤヌス/エピメテウス環(2) | 149,000 - 154,000           | 5,000      | ヤヌスとエピメテウス     |
| G環                      | 166,000 - 175,000           | 9,000      |                          |
| メトネ・アーク(2)        | 194,230                     | ?          | メトネ                   |
| アンテ・アーク(2)        | 197,665                     | ?          | アンテ                   |
| パレネ環(2)              | 211,000 - 213,500           | 2,500      | パレネ                   |
| E環                      | 180,000 - 480,000           | 300,000    |                          |
| フェーベ環               | ~4,000,000 - >13,000,000    |            | フェーベ                 |

#### C環内の構成
| 名前(3)                    | 土星の中心からの距離 (km)(4) | 幅 (km)(4) | 名前の由来                                                   |
| -------------------------- | ---------------------------- | ---------- | ------------------------------------------------------------ |
| コロンボの空隙             | 77,870 (1)                   | 150        | ジュゼッペ・コロンボ                                         |
| タイタン・リングレット     | 77,870 (1)                   | 25         | タイタン                                                     |
| マクスウェルの空隙         | 87,491 (1)                   | 270        | ジェームズ・クラーク・マクスウェル                           |
| マクスウェル・リングレット | 87,491 (1)                   | 64         | ジェームズ・クラーク・マクスウェル                           |
| ボンドの空隙               | 88,705 (1)                   | 30         | ウィリアム・クランチ・ボンドとジョージ・フィリップス・ボンド |
| 1.470RSリングレット        | 88,716 (1)                   | 16         | 半径                                                         |
| 1.495RSリングレット        | 90,171 (1)                   | 62         | 半径                                                         |
| ドーズの空隙               | 90,210 (1)                   | 20         | ウィリアム・ドーズ                                           |

#### カッシーニの間隙内の構成
- 出典:[34]

| 名前(3)                  | 土星の中心からの距離 (km)(4) | 幅 (km)(4) | 名前の由来                           |
| ------------------------ | ---------------------------- | ---------- | ------------------------------------ |
| ホイヘンスの空隙         | 117,680 (1)                  | 285-400    | クリスティアーン・ホイヘンス         |
| ホイヘンス・リングレット | 117,848 (1)                  | ~17        | クリスティアーン・ホイヘンス         |
| ハーシェルの空隙         | 118,234 (1)                  | 102        | ウィリアム・ハーシェル               |
| ラッセルの空隙           | 118,614 (1)                  | 33         | ヘンリー・ノリス・ラッセル           |
| ジェフリーズの空隙       | 118,950 (1)                  | 38         | ハロルド・ジェフリーズ               |
| カイパーの空隙           | 119,405 (1)                  | 3          | ジェラルド・カイパー                 |
| ラプラスの空隙           | 119,967 (1)                  | 238        | ピエール＝シモン・ラプラス           |
| ベッセルの空隙           | 120,241 (1)                  | 10         | フリードリヒ・ヴィルヘルム・ベッセル |
| バーナードの空隙         | 120,312 (1)                  | 13         | エドワード・エマーソン・バーナード   |

#### A環内の構成
| 名前(3)        | 土星の中心からの距離 (km)(4) | 幅 (km)(4) | 名前の由来                       |
| -------------- | ---------------------------- | ---------- | -------------------------------- |
| エンケの間隙   | 133,589 (1)                  | 325        | ヨハン・フランツ・エンケ         |
| キーラーの空隙 | 136,505 (1)                  | 35         | ジェームズ・エドワード・キーラー |

## D環

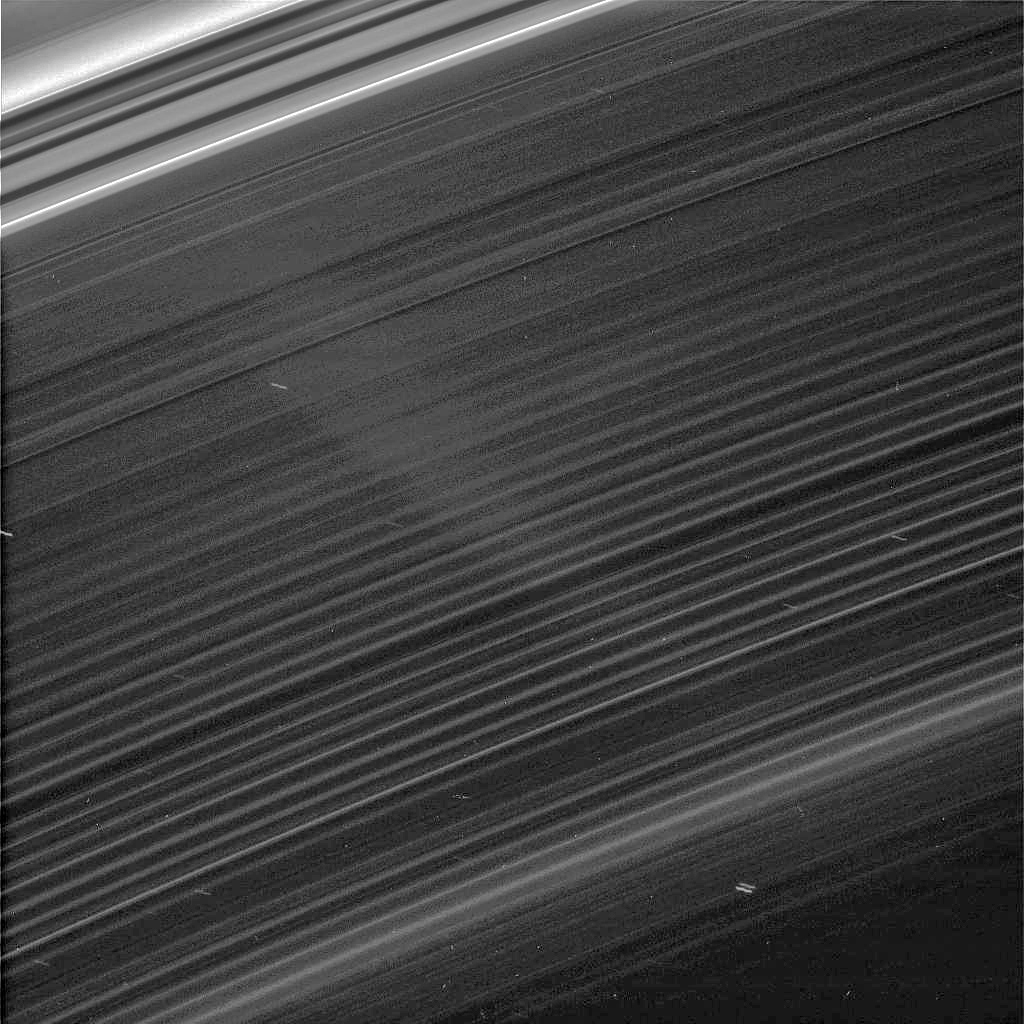
カッシーニによる土星のD環の画像。内側にかすかに波型が見える。また、ずっと明るいC環が左上に見える。

D環は、非常に薄い最も内側の環である。1980年、ボイジャー1号がこの環の内側に3つのリングレットを発見し、D73、D72、D68と名付けた。D68は、最も土星に近いリングレットである。25年後、カッシーニの画像により、D72は考えられていたよりも薄くて幅広いことが分かり、環の平面が内側に200 kmも拡張された。
D環には、波長30 kmの波からなる微細な構造が存在する。C環とD73の間の空隙で最初に発見されたこの構造は、2009年の土星の分点の日には、D環からB環のすぐ内側まで1万9000 kmも広がっていることが確認された。この波は、1995年に60 kmだったのが2006年には30 mと、経時的に小さくなっており、1983年末に破壊された彗星から放出された1012 kg以下の質量の塵の雲が衝突によって、環が赤道面から外れたために生じたものだと推測される。同じようなパターンは、1994年に木星のメインリングにシューメーカー・レヴィ第9彗星が衝突した際にも見られた。

## C環

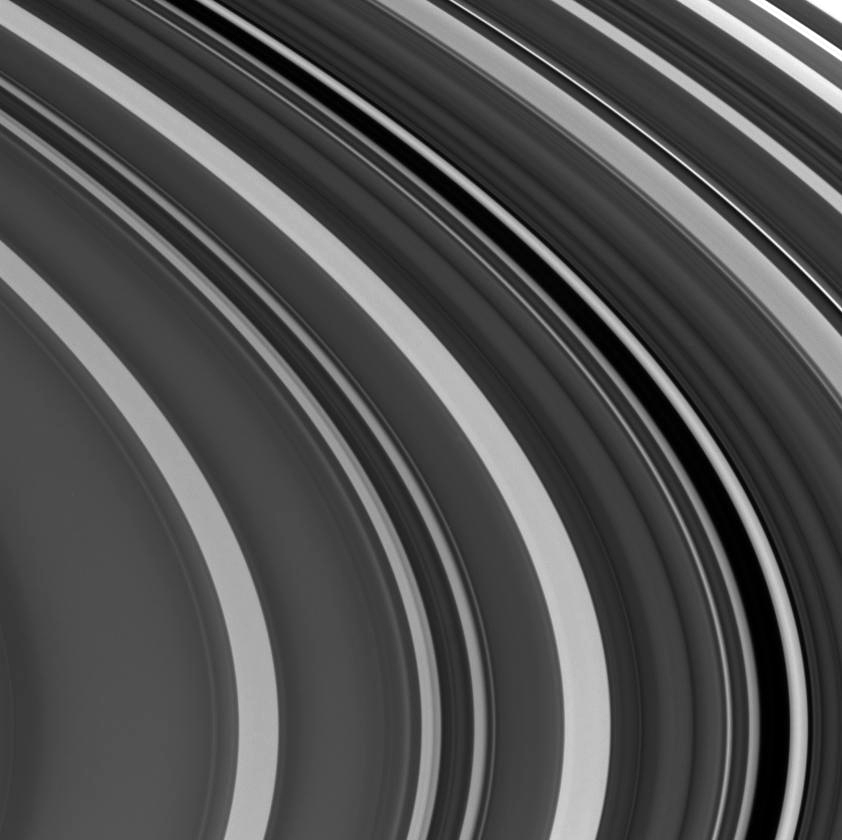
C環の概観。マクスウェルの空隙とリングレット、ボンドの空隙、ドーズの空隙が見える。

C環は、幅広いが薄い環であり、B環の内側に位置する。1850年にウィリアム・クランチ・ボンドとジョージ・フィリップス・ボンドが発見したが、ウィリアム・ドーズとヨハン・ゴットフリート・ガレも独立に観測した。明るいA環とB環よりも暗い物質で構成されているように見えることから、ウィリアム・ラッセルは、「クレープ環」と呼んだ。
この環の厚さは約5 m、質量は約1.1 × 1018、光学的深さは0.05から0.12と推定される。D環で発見された30 kmの波構造は、2009年の土星の分点における観測で、C環を通り抜けて広がっていることが分かった。

### コロンボの空隙とタイタン・リングレット
コロンボの空隙は、C環の内側に存在する。間隙の中には、土星の中心から77,883 kmの軌道に、明るいが狭いコロンボ・リングレットがある。このリングレットは、タイタンとの軌道共鳴に支配されているため、別名タイタン・リングレットとも呼ばれる。環を構成する粒子の軌道極点での歳差は、タイタンの軌道の動きと等しく、そのため、この扁平なリングレットの外端は、常にタイタンの方を向いている。

### マクスウェルの空隙とリングレット
マクスウェルの空隙は、C環の外側にあり、内部に密度が高く非円のマクスウェル・リングレットを持つ。多くの面で、このリングレットは天王星のε環と似ている。両方の環の中央部には波様構造があるが、ε環の波はコーディリアが原因だと考えられるのに対して、2008年7月現在で、マクスウェルの空隙の近くに衛星は見つかっていない。

## B環
B環は、半径、明るさ、質量とも最大の環である。厚さは5 mから15 m、質量は約2.8 × 1019 kg、光学的深さは0.4から2.5と推定されている。B環の密度や明るさは大きな多様性があるが、ほぼ全て説明がついていない。B環の中には、間隙は存在しない。

### スポーク
1980年まで、土星の環の構造は、ほぼ完全に重力の作用によるものだと説明されてきた。その後、ボイジャーからの画像によって、スポークとして知られるB環の放射方向の構造があることが明らかとなり、その存在や回転は重力による軌道力学では説明のつかないものだった。スポークは、位相角60°付近を境として、後方散乱光では暗く見え、前方散乱光では明るく見える。最も信じられている説では、スポークは、顕微鏡サイズの塵の粒子で構成され、静電的な反発力でメインリングにぶら下がり、土星の磁気圏とほぼ同期して回転していると説明される。スポークを生成する正確な機構は未だ不明であるが、土星の大気中の雷や環への流星塵の衝突が電気的な攪乱（かくらん）になりうると提唱されている。
スポークは、約25年後の2004年初め、カッシーニが到着した時には、観測できなくなっていた。その形成を説明するモデルから、2007年まで見えないと主張する学者もいたが、2005年9月5日に撮影された画像の中で、スポークが確認された。
スポークは、土星の真冬や真夏には消失し、土星の分点に近づくと再び現れる土星の季節的な現象だと考えられる。

### 衛星
2009年の分点の期間に、環に落とす影から、B環の中を公転する衛星が発見され、S/2009 S 1と名付けられた。直径は約400 mと推定される。

## カッシーニの間隙

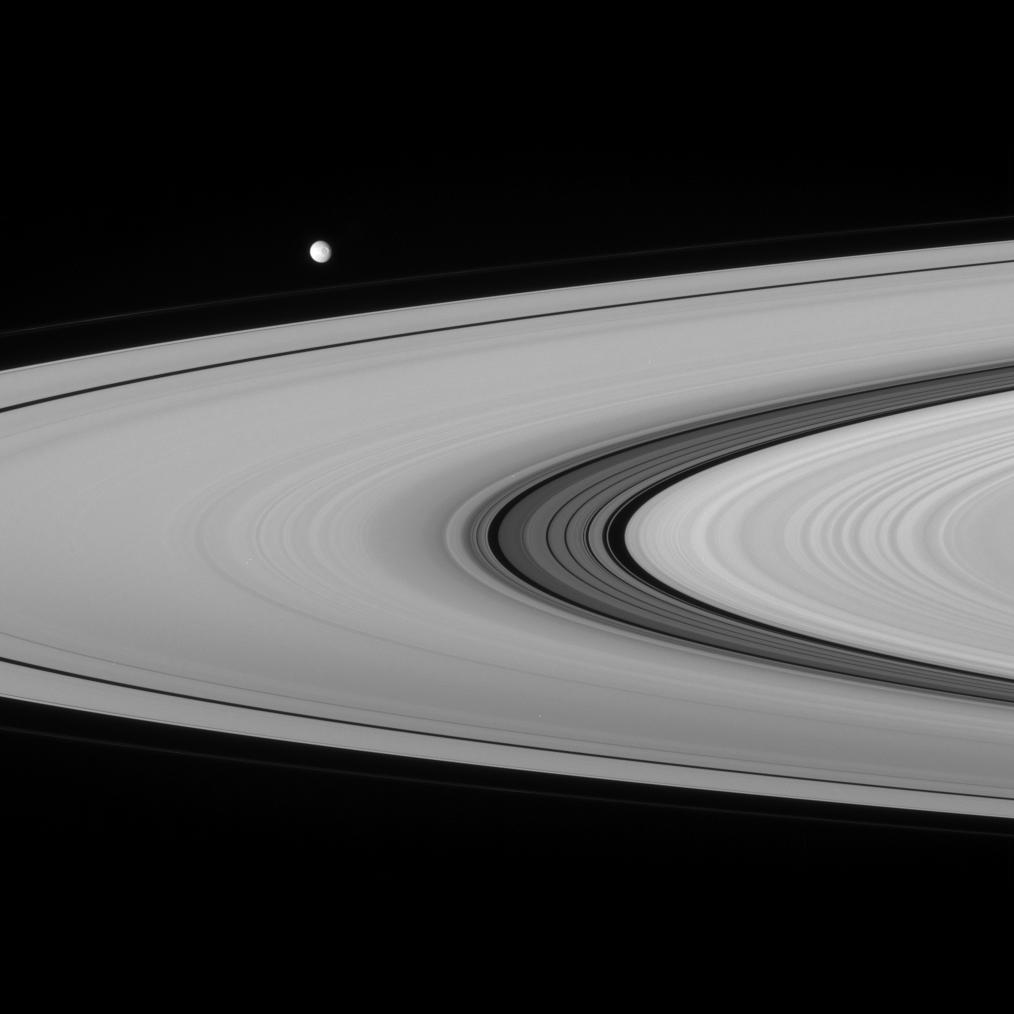
カッシーニが撮影したカッシーニの間隙。右の境界にホイヘンスの空隙がある。ラプラスの空隙は、中央に向かっている。その他、多くの狭い空隙も存在している。

カッシーニの間隙は、A環とB環の間の幅約4,800 kmの領域である。1675年にパリ天文台のジョヴァンニ・カッシーニが20フィートの長い焦点距離を持つ2.5インチの対物レンズを持つ倍率90倍の望遠鏡を用いて発見した。地球からは、環の間の黒い隙間として見える。しかし、ボイジャーは、この間隙にも環を構成する物質が集まっており、C環に似ていることを明らかとした。物質の密度が比較的薄く、環よりも光が通り抜けやすいため、光の当たらない面から見ると、明るく見える。
カッシーニの間隙の内端は、強い軌道共鳴下にある。この部分の粒子は、1度の公転の間に、ミマスの周囲を2回転する。共鳴軌道では、軌道が不安定になり、粒子の密度が急激に低下する。しかし、カッシーニの間隙の中に存在するその他の多くの間隙については、説明がついていない。

### ホイヘンスの空隙
ホイヘンスの空隙は、カッシーニの間隙の内端付近に存在する。その中には、密度が濃く扁平なホイヘンス・リングレットが存在する。このリングレットは、ミマスの2:1の共鳴点の近くにあり、またB環の外端からの影響を受けているため、幅や光学的深さが不規則である。ホイヘンス・リングレットのすぐ外側にも、さらに狭いリングレットがある。

## A環

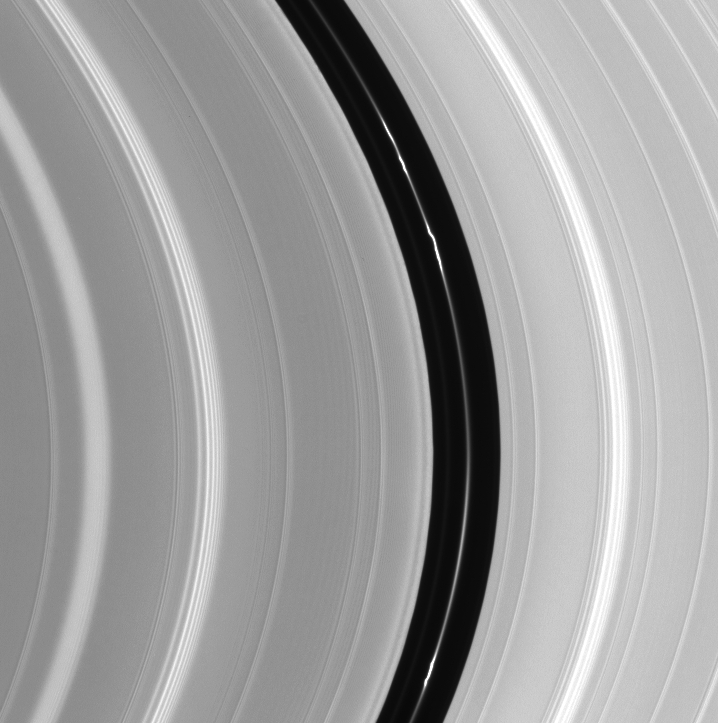
A環のエンケの間隙の中のリングレットは、パンの軌道と同一である。

A環は、大きく明るい環の中で最も外側にある。内側の境界はカッシーニの間隙であり、外側の境界はアトラスの軌道に近い。A環は、その外端から22%の位置がエンケの間隙によって遮断されている。また、環の外端から2%の位置にある狭い空隙は、キーラ－の空隙と呼ばれている。
A環の厚さは10 mから30 m、質量は約6.2 × 1018 kg（ヒペリオンと同程度）、光学的深さは0.4から1.0である。
B環と同様に、A環の外端も、ヤヌスとエピメテウスによる7:6の軌道共鳴によって維持されている。その他の共鳴軌道でも渦巻き状の密度波が励起されている。これらの波は、渦巻銀河の渦状腕の形成と同じ原理である。

### エンケの間隙

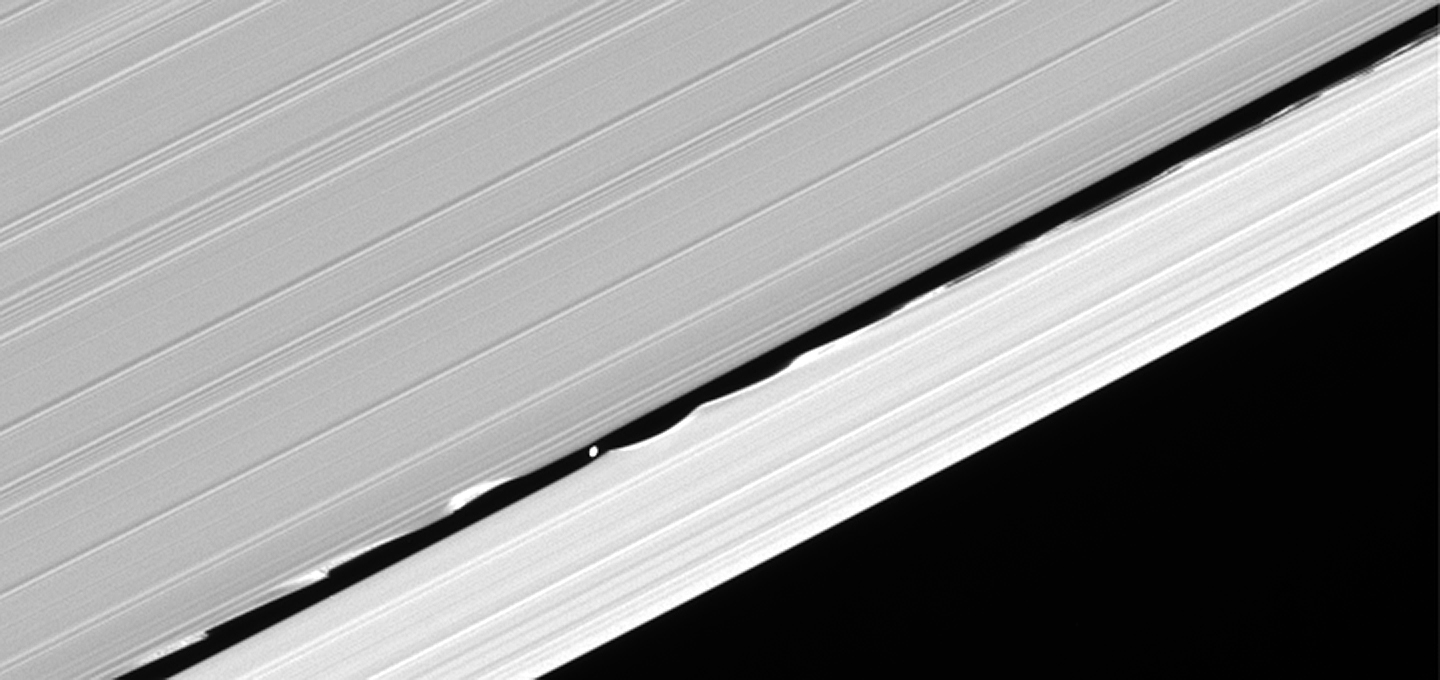
キーラ―の空隙の端の波型は、ダフニスの通過によるものである。

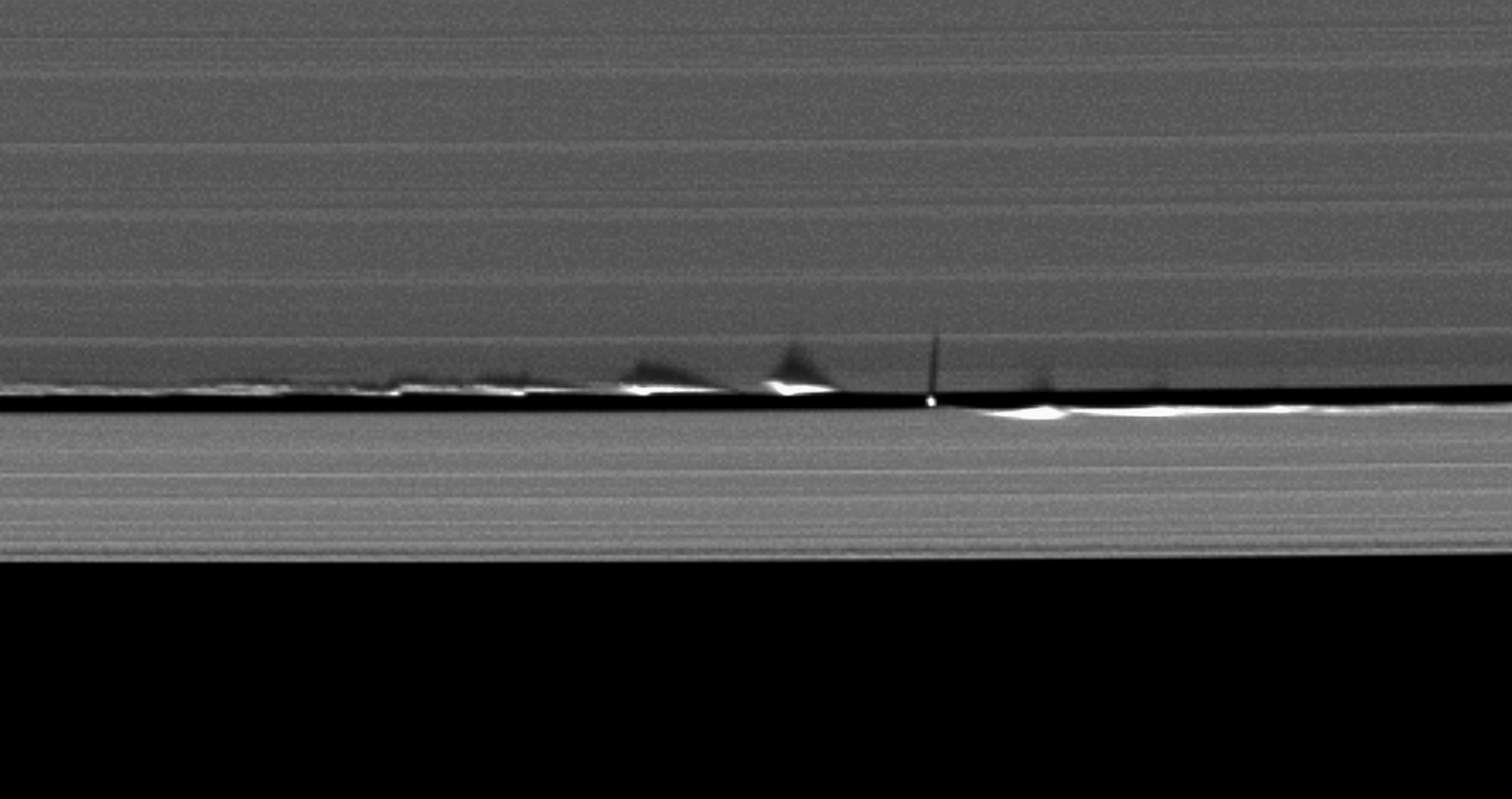
土星の赤道近くで、ダフニスとそれによる波型がA環に影を落としている。

エンケの間隙は、A環の中にある幅約325 kmの広い間隙であり、土星の中心から133,590 kmの距離にある。内側を公転するパンの影響によって形成されている。カッシーニによる画像は、間隙の中に少なくとも3本のこぶの多いリングレットが存在することを示した。
ヨハン・エンケ自身はこの間隙を観測しなかったが、土星の環の観測に対する彼の貢献を称えて名付けられた。この間隙は、1888年にジェームズ・キーラーによって発見された。ボイジャーによって発見されたA環の中の2つめの大きな隙間は、キーラーの空隙と名付けられた。
2008年に国際天文学連合が定義を明確化するまで、「間隙」(division)と「空隙」(gap)という用語の使い方は曖昧であった。この隙間は、全体がA環に含まれるため、本来であれば「空隙」と呼ぶべきである。

### キーラーの空隙
キーラーの空隙は、A環の中にある幅約42 kmの空隙で、A環から約250 kmの地点にある。2005年5月1日に発見された小さな衛星ダフニスがその中を公転し、空隙内の物質を一掃している。またこの衛星により、空隙の端に波を生じている。ダフニスの軌道が環の面に対して若干傾いているため、波は環の面に対して垂直方向の成分も持ち、面の上方、1.5 kmに達する。
キーラーの空隙は、ボイジャーによって発見され、天文学者ジェームズ・キーラーを称えて命名された。また、キーラー自身は、ヨハン・エンケを称えてエンケの間隙を命名した。

### 衛星

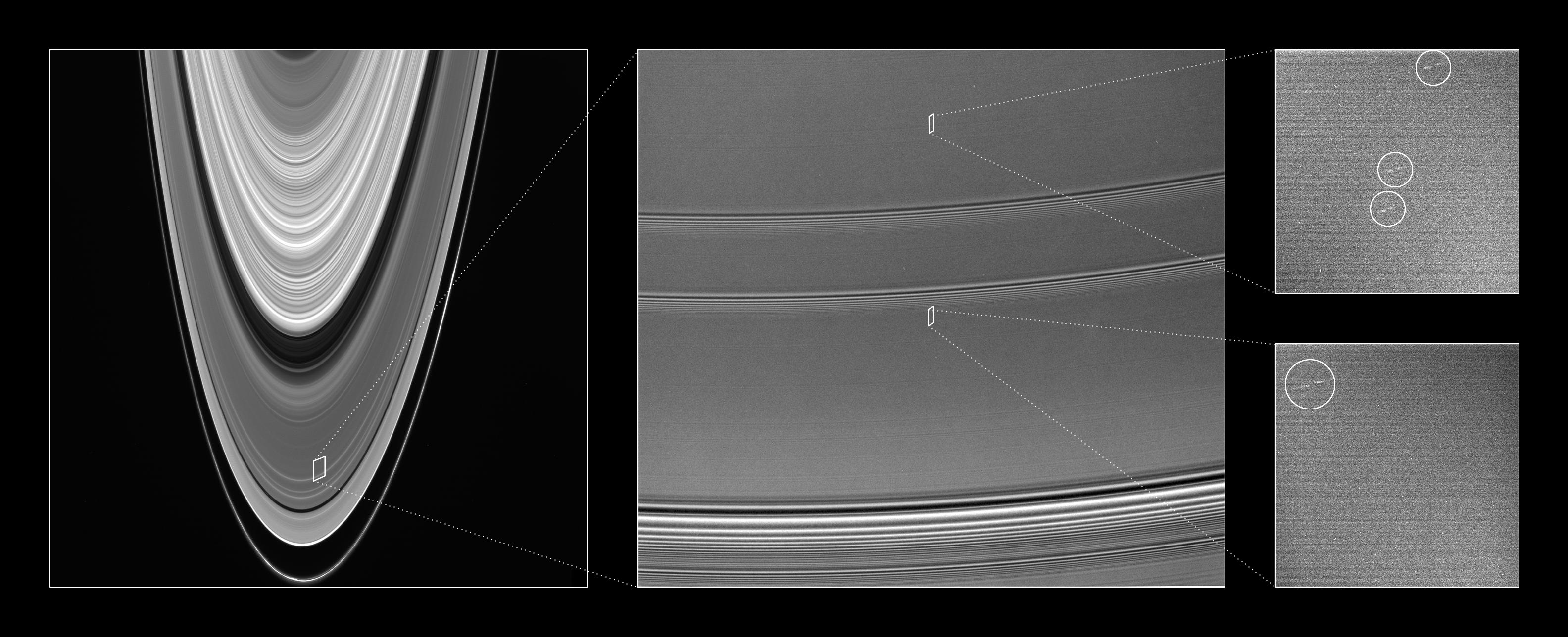
A環で最初に発見された4つの小衛星の位置

2006年、カッシーニが撮影したA環の写真から、4つの小さな衛星が発見された。直径はわずか100 m程度で、直接見ることはできず、カッシーニが見たのは、小衛星が作った数 kmのプロペラ型の攪乱であった。A環には、このような天体が数千も存在すると見積もられている。2007年、さらに8つの小衛星の発見が公表され、土星の中心から約13万 kmの軌道に幅3,000 kmの衛星帯があることが明らかとなった。2008年までに、150個以上の小衛星が確認されている。

## ロシュの間隙

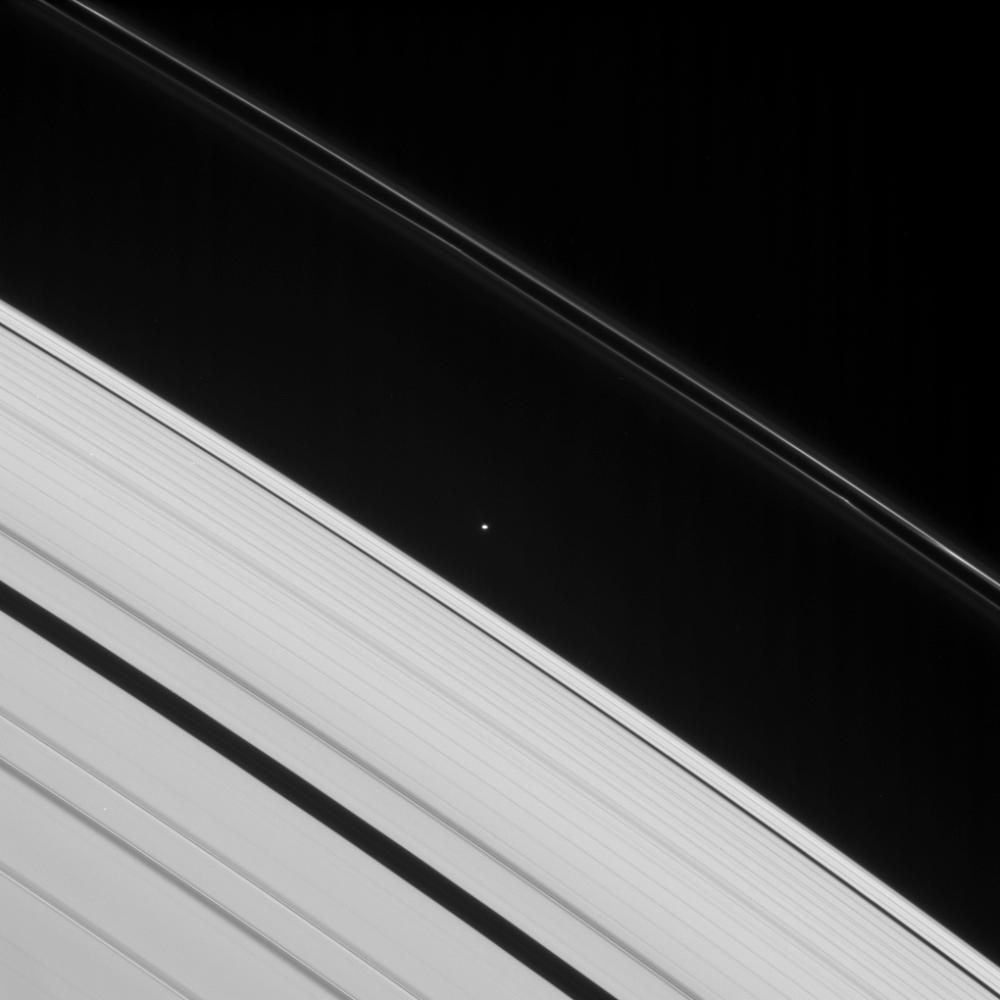
A環と狭いF環の間にあるロシュの空隙。その中にアトラスが見える。エンケの空隙とキーラーの空隙もこの中に見える。

A環とF環の間の隙間は、フランスの物理学者エドゥアール・ロシュを称えて、ロシュの間隙と呼ばれている。ロシュの間隙は、メインリングの最外端にあり、土星のロッシュ限界に近い。そのため、この間隙には、衛星が共存していない。
カッシーニの間隙と同様に、ロシュの間隙も、そこに何もないわけではなく、環と同じ物質が存在している。この物質の性質は、希薄な塵状のD環、E環、G環の物質と類似している。ロシュの間隙中の2地点には、その他の領域よりも高密度で塵が集まっている。これらはカッシーニによって発見され、アトラスの軌道に沿ったものにR/2004 S 1、土星の中心から13万8900 kmでプロメテウスの軌道の内側のものにR/2004 S 2という仮符号が付けられた。

## F環
F環は、土星の個別の環の中で最も外側にあるもので、数時間単位で特徴が変化する、恐らく太陽系の中で最も活発な環である。A環の外端から3,000 kmに位置する。1979年にパイオニア11号によって発見された。非常に薄く、幅は数100 km程度で、軌道の内側と外側に2つの羊飼い衛星プロメテウスとパンドラを持つ。
カッシーニに撮影された接近写真によって、F環は1つのコア環とその周りの螺旋構造からできていることが明らかとなった。また、プロメテウスが遠点で環と出会うと、重力によってF環にねじれやこぶが生じて、衛星が環から物質を「盗み」、環の内側に暗い流路を残すことが明らかとなった。プロメテウスは、F環の物質よりも速く土星を回っているため、新しくできた流路は、前にできたものより前方に約3.2度カーブする。
2008年、さらにダイナミックな動きが発見され、F環の中を公転する未発見の小さな衛星が、プロメテウスから受ける摂動のために常に動いていることが示唆された。そのうちの1つには、R/2004 S 6という仮符号が付けられた。

## さらに外側の環

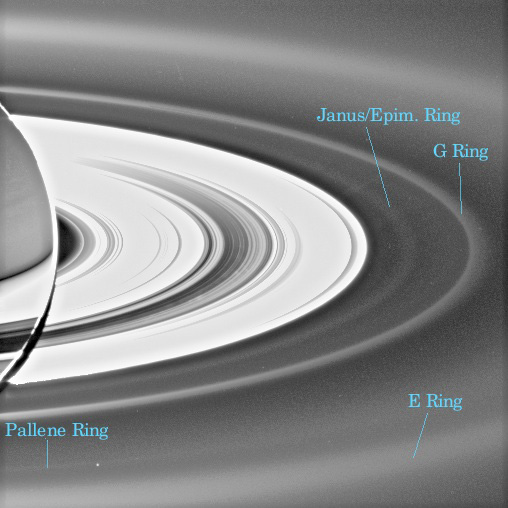
裏から太陽に照らされる外側の環

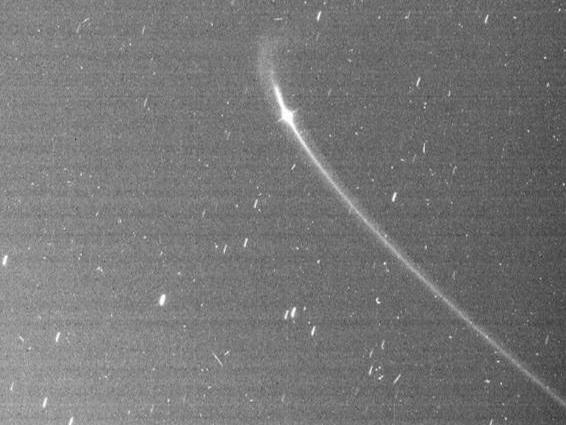
アンテ・アーク。明るい点は、アンテ。

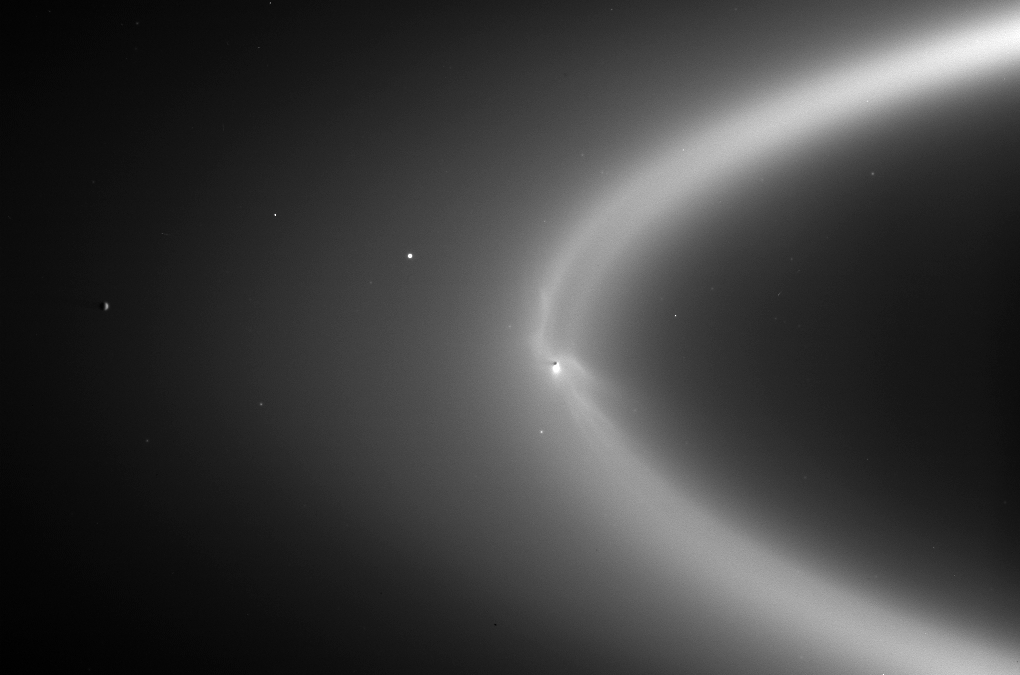
裏側から見たE環。エンケラドゥスのシルエットが映っている。エンケラドゥスの南極からは、明るいジェットが噴き出ている。

### ヤヌス/エピメテウス環
カッシーニが2006年に前方散乱光で撮影した画像から、ヤヌスとエピメテウスの軌道の領域に薄い塵の環が存在することが確認された。この環は、放射方向に約5000 kmの広がりを持つ。その源は、流星塵の衝突で衛星の表面から巻き上げられた粒子であり、軌道の経路上に薄い環が作られた。

### G環
G環は、とても薄い環であり、F環の中間からE環の始点、ミマスの軌道の1万5000 km内側まで広がる。内端の付近に際立って明るいアーク（海王星の環のアークと似ている）を1つ持ち、ミマスの7:6の共鳴軌道上にある直径約0.5 kmのアイガイオンを中心としてその周囲6分の1程度に広がっている。アークは、直径数 m程度までの氷の粒子から、G環の他の部分は、アーク内から放出される塵から構成されていると信じられている。G環全体の幅は約9,000 kmであるのに対して、アークの放射方向の幅は約250 kmである。アーク内には、小さな氷の衛星に相当するような直径数百mの塊も存在すると考えられている。アイガイオンやアーク内のその他の天体から、流星塵の衝突によって放出された塵は、土星の磁気圏との相互作用により、アークの外側に向って漂う。これらの小さな粒子は、その後の衝突によって削られ、プラズマに引っ張られて消失する。数千年の間に、環は徐々に質量を失い、再びアイガイオンに吸収されると考えられている。

### メトネ・アーク
希薄なアークで、2006年9月に最初に発見された。メトネに付随して約10度の範囲を占めている。アークを構成する物質は、メトネに流星塵が衝突して放出された物質だと考えられている。この塵は、ミマスとの14:15の共鳴軌道に集まっている（G環のアークと似た機構である）。同じ共鳴の影響で、メトネは軌道上を5度の範囲で前後に振動する。

### アンテ・アーク
希薄なアークで、2007年6月に最初に発見された。アンテに付随して約20度の範囲を占めている。アークを構成する物質は、アンテに流星塵が衝突して放出された物質だと考えられている。この塵は、ミマスとの10:11の共鳴軌道に集まっている。同じ共鳴の影響で、アンテは軌道上を14度の範囲で前後に振動する。

### パレネ環
パレネと軌道を共有する希薄な塵のリングで、カッシーニが2006年に前方散乱光で撮影した写真の中から発見された。この環の放射方向の範囲は、約2,500 kmである。環を構成する物質は、パレネに流星塵が衝突して放出された物質が、軌道上に集まったものだと考えられている。

### E環
E環は、最も外側の環で、ミマスの軌道からレアの軌道にまで達する非常に幅広な環である。ほとんどが氷から構成される希薄なディスクであり、ケイ素や二酸化炭素、アンモニアも含まれる。他の環とは異なり、顕微鏡サイズの粒子から成り立っている。E環の粒子は、氷ではなく、塵、ガス、煙であり、2005年、その源は、エンケラドゥスの南極付近の氷火山の噴火により放出されたものであると確定された。
E環は、1966年、ウォルター・ファイベルマン (Walter Alexander Feibelman) が発見を報告し、D環と命名した。しかし、写真がきわめて微かだったため認められず、D環の名は、1970年に発見されたC環の内側の環に与えられた。その後、この環はパイオニア11号により存在が確証され、E環と名づけられた。

### トレイナーのG環（誤報）
1978年、ジュゼッペ・コロンボは、レア（軌道長半径52万km）とタイタン（122万km）の間に小衛星の帯の存在を予想した。木星の重力がその内側に惑星の形成を阻害し小惑星帯を作ったように、タイタンの重力がそれを作ったというのである。
ゴダード宇宙飛行センターのジェームズ・H・トレーナーは、パイオニア11号の宇宙線陽子計測機のデータから、コロンボの予想に一致する10～15土星半径（60～90万km）の場所に環を発見したと報告し、G環と命名した（現在のG環はまだ発見されていなかった）。
しかしその後トレイナーは、観測データは太陽風の変動によるものだったとして発見を撤回した。

### フェーベ環

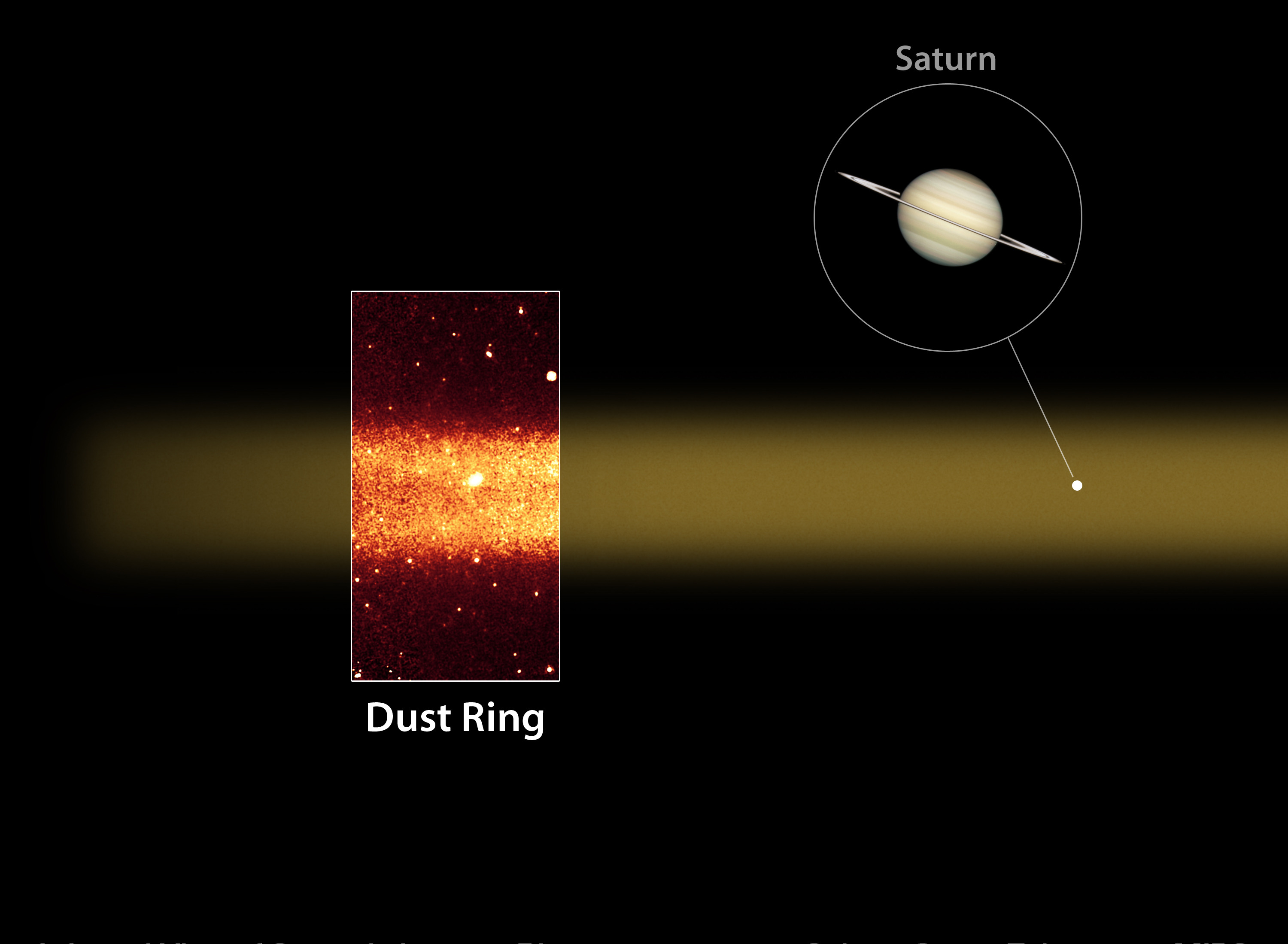
フェーベ環の巨大な広がりは、土星のメインリングをも小さく見せる。枠内は、スピッツァー宇宙望遠鏡によるフェーベ環の一部の24 μm波長の画像。

2009年10月6日、フェーベのちょうど内側に希薄な物質のディスクが発見されたことが公表された。このディスクは、発見当時は地球に横を向けていた。非常に大きい（地球から見ると、満月の2倍の大きさに見える）が、可視光では見えず、NASAはスピッツァー宇宙望遠鏡で赤外線観測を行い、発見した。全体の範囲は、観測可能な土星の半径の128倍から207倍を超え、計算によると、外側は土星の半径の300倍、内側は土星の半径の59倍で、イアペトゥスの軌道に相当する。フェーベは、土星の半径の平均215倍の軌道を公転する。この環の厚さは、土星の半径の約20倍である。環を構成する粒子は、フェーベに流星塵が衝突して放出されたものと推測されるが、内側の衛星イアペトゥスの軌道とは逆行する。環は、土星の軌道平面内にあるが、土星の赤道面や他の環の面から27°傾いている。フェーベは、土星の軌道面から5°傾いており（フェーベは逆行しているため、しばしば175°と記される）、環の面からの上下へのずれは、観測される環の厚さとほぼ同じ土星半径の約40倍になる。
環の存在は、1970年にスティーヴン・ソーターが提唱し、バージニア大学のAnne J. VerbiscerとMichael F. Skrutskieとメリーランド大学カレッジパーク校のDouglas P. Hamiltonが発見した。Verbiscer、SkrutskieとHamiltonは、コーネル大学の同級生であった。
環の物質は、ポインティング・ロバートソン効果により減速して内側に向かって移動し、イアペトゥスの進行方向側の半球に衝突する。物質の降下により、イアペトゥスの進行方向側の半球は、暗く赤くなる（天王星のオベロンとチタニアで見られる現象と似ている）が、イアペトゥスの二面性の直接の原因となるほどではない。降下した物質は、暑い領域で氷が昇華し、寒い領域で蒸気が凝縮するという熱の偏りに対する正のフィードバックとして働く。これにより、「ラグ」と呼ばれる暗い残渣が進行方向側の半球の赤道付近の領域の大部分を覆い、極地方や進行方向と反対側の半球を覆う明るい氷とのコントラストになる。

## レアの環
土星で2番目に大きい衛星レアは、固体粒子が集まった狭い3本の帯からなる独自の環を持つという仮説が提唱されている。このような環は、画像に捕えられたことはないが、2005年11月にカッシーニが行ったレア付近の土星の磁気圏における高エネルギー電子の密度の観測によって推測された。Magnetospheric Imaging Instrument (MIMI)は、衛星の両側でほぼ対称的に徐々に密度が小さくなる中、3カ所で急減することを観測した。この現象は、直径数十 cmから1 m程度の粒子からなる密度の濃い環やアークがあると仮定すると説明することが可能である。さらに最近では、衛星の赤道から2°以内の周囲4分の3の地点に紫外線の明るい点が分布していることが明らかとなった。この点は、軌道を外れた環の構成物質が衝突している場所と解釈される。しかし、カッシーニによる様々な角度からの観測でも見つけられておらず、環の存在とは違う説明が必要かもしれないことを示唆している。

## ギャラリー
|  |  |  |  |

|  |  |  |  |

## その他
古谷三敏の漫画『ダメおやじ』後半の社長編において、高性能望遠鏡を買って土星を見たはいいが、環がないため「あれは土星じゃない」と憤慨するものの、実は土星の環の消失が起きる年だったので、「かえって珍しい土星を見れた」と喜ぶ話が存在する。この話が掲載された1980年は、日本のマスコミでも環の消失が大きく報じられ、それをアイデアとして描かれたものだった。